# 全球无神论者大会
全球无神论者大会（又称无神论的兴起）是由澳大利亚无神论者基金会和国际无神论联盟赞助的无神论者国际会议。

## 第一届
第一届在2010年3月12日至14日之间在澳大利亚墨尔本会展中心举行。大约2500名代表出席会议，所有门票在会议举行前五周即告售罄。
会议主讲人包括有进化生物学家和畅销书作者理查德·道金斯, 还有Catherine Deveny, Phillip Adams, 塔斯利马·纳斯林, 彼得·辛格, PZ Myers, Dan Barker, Stuart Bechman, Sue-Ann Post, Kylie Sturgess, John Perkins, Tamas Pataki, Max Wallace, Russell Blackford, Ian Robinson, AC Grayling, Robyn Williams, Simon Taylor, NonStampCollector, Craig Reucassel,Julian Morrow. 
理查德·道金斯 在1987年凭借盲眼钟表匠一书获得了皇家文学学会的‘皇家文学学会奖’和洛杉矶时报的‘洛杉矶时报文学奖’。想更多了解理查德·道金斯请访问他的官方网站（页面存档备份，存于）.